# Magnolia changhungtana
Magnolia changhungtana är en magnoliaväxtart som beskrevs av Hans Peter Nooteboom. Magnolia changhungtana ingår i släktet Magnolia och familjen magnoliaväxter. Inga underarter finns listade i Catalogue of Life.